# Abbondio di Cordova
Abbondio (in lingua spagnola Abundio; Hornachuelos, ... – Cordova, 11 luglio 854) fu un martire spagnolo del IX secolo.

## Biografia
Nato a Hornachuelos e ordinato sacerdote, esercitò il ministero pastorale nel suo paese natale.
Durante la persecuzione sofferta dalla chiesa cordovese negli anni 851-54, fu preso e portato davanti al tribunale musulmano. Venne condannato a morte l'8 luglio 854 e il suo corpo fu dato in pasto ai cani.
(Martirologio Romano)